# Borne (Górna Loara)
Borne – miejscowość i gmina we Francji, w regionie Owernia-Rodan-Alpy, w departamencie Górna Loara.
Według danych na rok 1990 gminę zamieszkiwały 302 osoby, a gęstość zaludnienia wynosiła 55 osób/km² (wśród 1310 gmin Owernii Borne plasuje się na 553. miejscu pod względem liczby ludności, natomiast pod względem powierzchni na miejscu 964.).